# Rai Cinema
Rai Cinema je filmové studio italské veřejnoprávní televize Rai, které vzniklo v roce 2000. Společnost se zabývá produkcí, ale také distribucí filmů. 80% filmů jsou italské produkce a 20% filmů zahraniční koprodukce. Rai Cinema patří k největším produkčním společnostem v Evropě. Před rokem 2000 se společnost nazývala Rai Sacis a zabývala se pouze výrobou a produkcí televizních pořadů a filmů.
Od svého vzniku Rai Cinema produkovala zhruba 500 filmů, z toho zhruba 150 dokumentů. Celkový objem vložených prostředků do projektů činí k roku 2020 více než 630 milionů eur. V roce 2015 koupila distribuční společnost 01 Distribution a vlastní ji ze 100%.
Rai Cinema je sesterskou značkou Rai Fiction.
Rai Fiction vyrábí a produkuje filmy a seriály pro televizi jako například Chobotnice, Okouzlení, Komisař Rex, Komisař Montalbano, Suburra, Titanic - krev a ocel, Winx Club nebo Geniální přítelkyně, Jméno Růže nebo Medici - Masters od Florence.